# Iniziativa per il Socialismo Democratico
Iniziativa per il Socialismo Democratico (in sloveno Iniciativa za demokratični socializem, abbreviato in IDS) è un partito politico sloveno di sinistra fondato nel 2014.
È guidato da una leadership collettiva, con un singolo coordinatore eletto dal consiglio del partito. 
Sostiene la regolamentazione del neoliberismo nel breve periodo e la transizione dal capitalismo al socialismo democratico nel lungo periodo.
Si è presentato alle elezioni europee e parlamentari del 2014 nella lista Sinistra Unita.

## Risultati elettorali
| Elezione          | Voti              | %                 | Seggi             |
| ----------------- | ----------------- | ----------------- | ----------------- |
| Europee 2014      | In Sinistra Unita | In Sinistra Unita | In Sinistra Unita |
| Parlamentari 2014 | In Sinistra Unita | In Sinistra Unita | In Sinistra Unita |